# Farornas paradis
Farornas paradis är en svensk dramafilm från 1931 i regi av Rune Carlsten.

## Om filmen
Filmen premiärvisades 3 oktober 1931 på Eriksberg i Stockholm. Den spelades in vid Les Studios Paramount i Joinville utanför Paris. Manuskriptet till filmen har som förlaga ett amerikanskt originalmanuskript till filmen Dangerous Paradise i regi av William A. Wellman som i sin tur bygger på Joseph Conrad roman Victory som utgavs 1915. Maurice Tourneur filmade romanen första gången 1919. Samtidigt med den svenska inspelningen gjordes en tysk version Tropennächte och en fransk version Paradis dangereux, båda i regi av Leo Mittler.

## Rollista
- Elisabeth Frisk – Anita, violinist
- Knut Martin – Davis
- Oskar Textorius – Mr. Schomberg
- Ragnar Arvedson – Mr. Jones
- Nils Leander – Ricardo